# Ovidiu Șurianu
Ovidiu Șurianu (n. 28 noiembrie 1918, Șurdești, Maramureș - d. 1977) a fost un scriitor român de literatură științifico-fantastică.

## Biografie
Ovidiu Șurianu s-a născut în 1918 la Șurdești, Maramureș. A debutat în literatura științifico-fantastică în 1962, cu povestirea „Vrăjitorul”. Șurianu a fost președinte de onoare și îndrumător al cenaclului timișorean H.G. Wells. A publicat volumele: Cheia comorilor (1965), Întîlnire cu Hebe (1972), cartea de benzi desenate Galbar (1973). A decedat în 1977.

## Lucrări

### Colecții de povestiri
- Cheia comorilor (Editura Tineretului, 1965).[2] Conține:
  - „Întâlnire în Țara Pulberii”, povestire
  - „Cheia comorilor”, povestire
  - „Vrăjitorul”, povestire
  - „O aventură pe Insula Dragonilor”, povestire

- Întîlnire cu Hebe (Editura Albatros, 1972). Conține:
  - „Galbar”, povestire
  - „Întîlnire cu Hebe”, nuvelă

### Povestiri
- „Vrăjitorul” (1965, Colecția „Povestiri științifico-fantastice” nr. 192).[2] Republicată în Fugă în spațiu-timp: povestiri științifico-fantastice de autori români, antologie de Ion Hobana din 1981. Aurel Crișan este un inventator foarte talentat. Prietenii săi din copilărie i-au zis Vrăjitorul datorită invențiilor sale. Așa și este: cu ajutorul dispozitivelor sale Aurel este capabil să facă miracolele pe care numai vrăjitorii erau în stare să le facă.
- „Cheia comorilor” (1965)
- „Întâlnire în Țara Pulberii” (1965)
- „O aventură pe Insula Dragonilor” (1965)
- „Galbar”[2] (1972, Colecția „Povestiri științifico-fantastice” nr. 360-361)
- „Semnalele” (antologia Oameni și stele editată de Victor Zednic, 1975). Viorel Banu s-a îndrăgit nebunește de Otilia, dar nu a îndrăznit să-i mărturisească asta.
- „S-a născut un munte” (1965, Colecția „Povestiri științifico-fantastice” nr. 259-260). Republicată în Pe lungimea de undă a Cosmosului: Culegere de povestiri științifico-fantastice românești din 1967, Editura Tineretului, Colecția SF. Economia României are nevoie de fier. Inginerul Emil Drogan a găsit o modalitate de a prinde un asteroid din fier care cântărește 11 miliarde de tone și îl aduce încet pe teritoriul țării. Dar chiar și pentru știința românească avansată, această sarcină nu este una prea simplă.[3]
- „Pădurea scorpionilor” (în Paradox nr. 3 din mai 1978, pp. 21, postum). Povestirea a fost scrisă ca parte a unui volum omonim care trebuia să apară la Editura Albatros în colecția Fantastic Club.[4]

### Eseuri
- Cuvânt înainte în Povestiri științifico-fantastice (1972), editori Gheorghe Baltă, Marcel Luca, Doru Treta

## Legături externe
- Ovidiu Șurianu, isfdb.org
- Ovidiu Șurianu, goodreads.com
- Ovidiu Șurianu, hgwells.ro
- Ovidiu Șurianu, fantlab.ru